# Cora (cratère)
Pour les articles homonymes, voir Cora.
Cora est un cratère d'impact situé sur Charon, le plus grand satellite naturel de Pluton. 
Son diamètre est de 9 km.  
Le cratère a ainsi été nommé par l'Union astronomique internationale le 5 août 2020 en référence à Cora, protagoniste du roman The Underground Railroad de l'auteur américain Colson Whitehead (2016). 